# 阿讷西主教座堂
45°53′57″N 6°7′32″E / 45.89917°N 6.12556°E

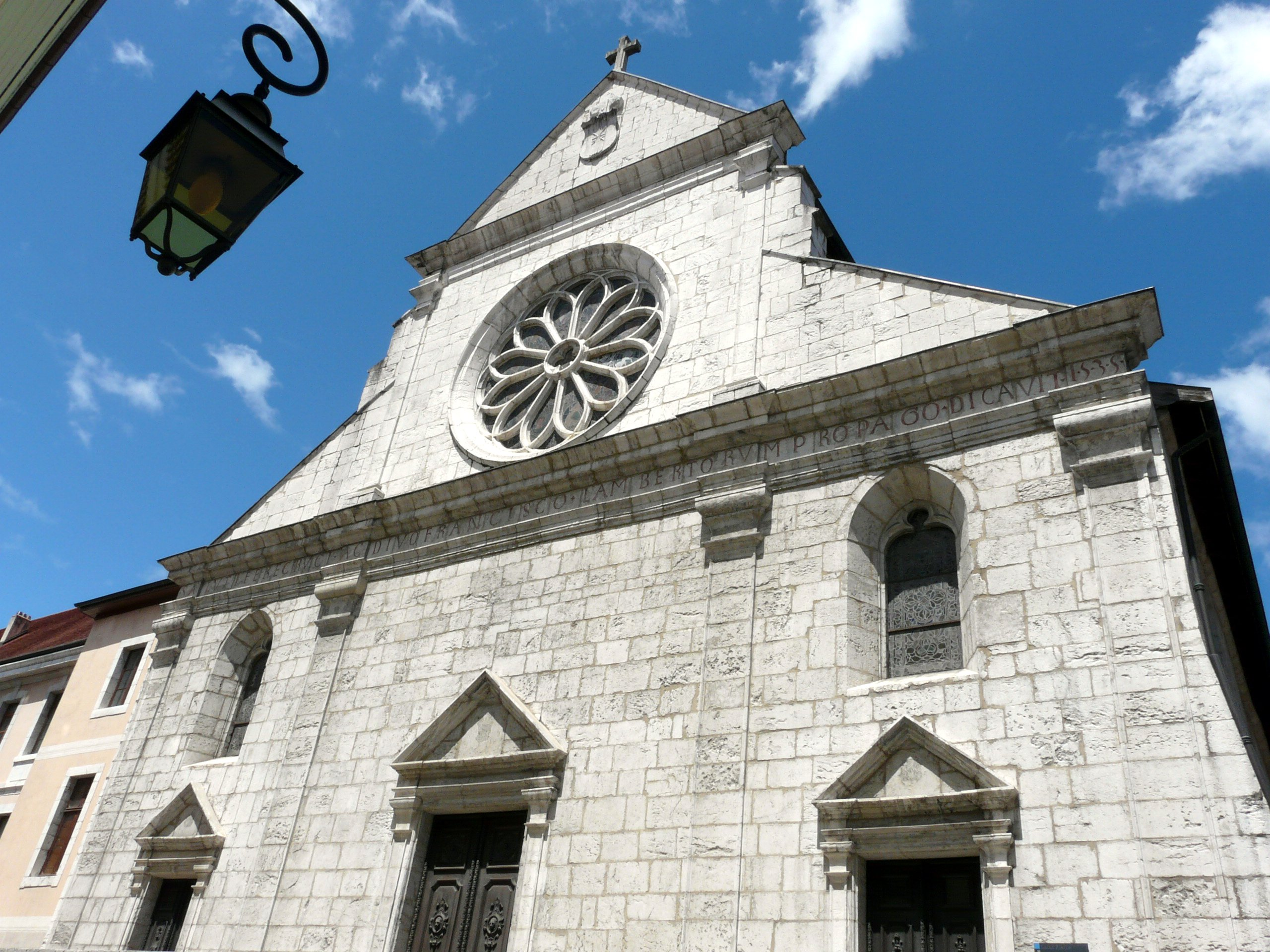
阿讷西圣伯多禄主教座堂

阿讷西圣伯多禄主教座堂（法語：Cathédrale Saint-Pierre d'Annecy）是一座天主教的主教座堂，法国国家历史古迹之一，位于阿讷西。
主教座堂由Jacques Rossel兴建于16世纪初，作为方济各会修道院的小堂。在法国大革命期间，这座教堂被改为至上崇拜的庙宇。1822年从天主教尚贝里教区分出天主教阿讷西教区时升格为主教座堂。